# اثرات شراب بر سلامتی

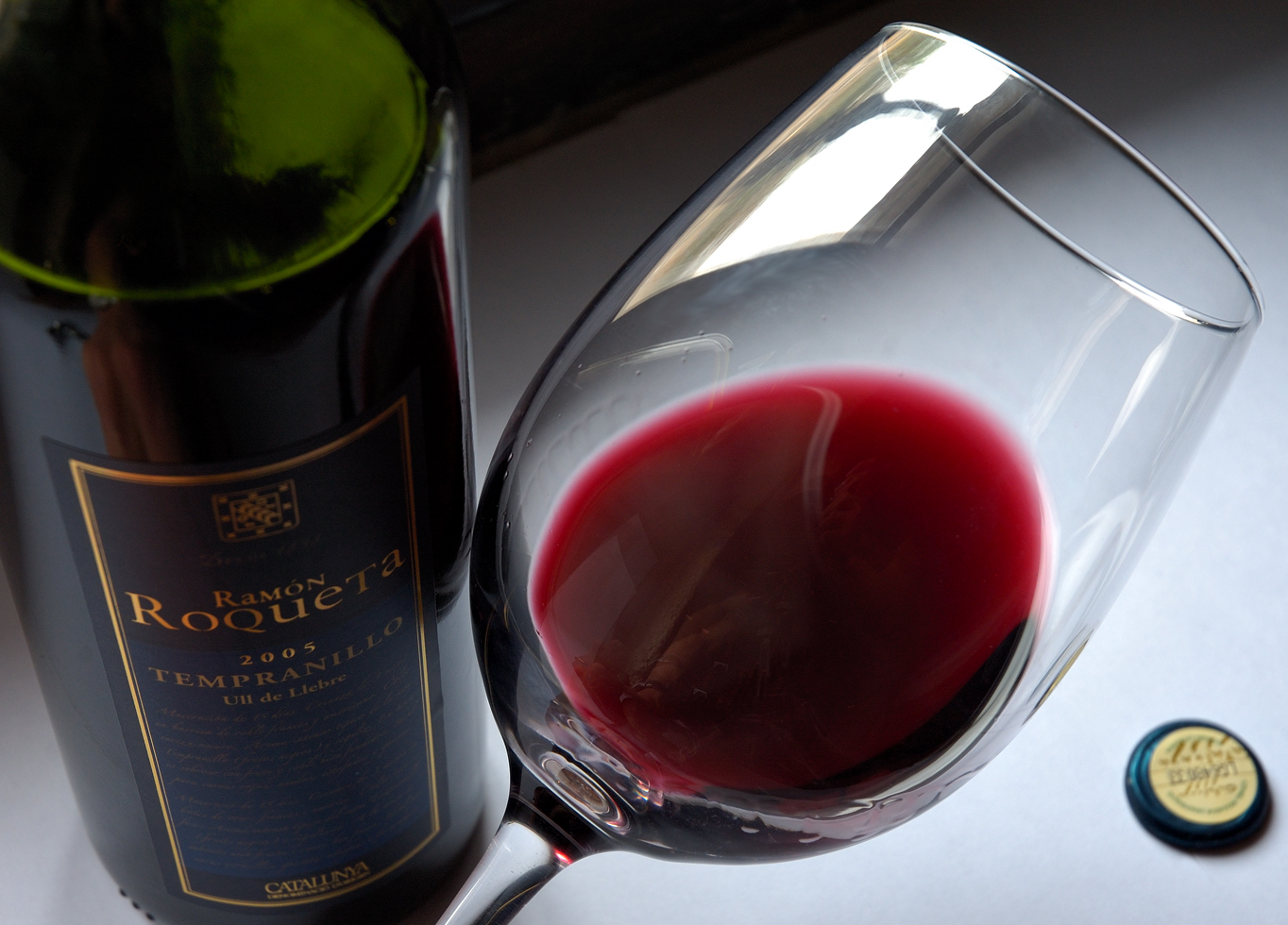
یک پیاله از شراب

اثرات شراب بر سلامتی (انگلیسی: Health effects of wine) تأثیرات شراب بر سلامتی به‌طور عمده توسط میزان سطح الکل موجود در آن تعیین می‌شود. برخی مطالعات نشان داده‌است که نوشیدن مقادیر متناسبی از الکل (حداکثر یک نوشیدنی استاندارد در روز برای زنان و یک تا دو نوشیدنی در روز برای مردان) در کاهش خطر ابتلا به بیماری قلبی-عروقی، سکته مغزی، دیابت، سندرم نشانگان سوخت و سازی و همین‌طور مرگ زودرس مؤثر است. با این حال، مطالعات دیگری نیز وجود دارند که هیچگونه تأثیری نیافته‌اند.
نوشیدن بیش از مقدار استاندارد می‌تواند خطر بیماری‌های قلبی، فشار خون بالا، فیبریلاسیون دهلیزی، سکته مغزی و سرطان را افزایش دهد. هر چند، نتایج متفاوتی در نوشیدن اندک و مرگ‌ومیر ناشی از سرطان به واسطهٔ آن وجود دارد.
خطر در جوانان به دلیل نوشیدن مشروبات الکلی بیشتر است که ممکن است منجر به خشونت یا تصادف رانندگی شود. تخمین زده می‌شود که حدود ۸۸۰۰ مرگ‌ومیر سالانه در ایالات متحده به دلیل الکلیسم باشد و مصرف بیش از اندازهٔ الکل، سومین دلیل اصلی مرگ زودرس در ایالات متحده است. اعتیاد به الکل همچنین می‌تواند حدود ۱۰ سال از طول عمر فرد بکاهد.

## تحقیقات پزشکی
تقریباً تمام تحقیقات در مورد فواید مثبت پزشکی در مصرف شراب، تحت تأثیر تمایز میان نوشیدن متوسط و زیاد یا بسیار زیاد است. به‌طور کلی زنان به دلیل کمبود آب بدن، الکل را بسیار سریع‌تر از مردان جذب می‌کنند. مرکز جهانی تحقیقات سرطان وابسته به سازمان جهانی بهداشت، الکل را به عنوان ماده سرطان‌زا در گروه ۱ طبقه‌بندی کرده‌است. تحقیقات همچنین نشان داده‌است که میزان متوسط الکل مصرف‌شده با وعده‌های غذایی، تأثیر قابل‌توجهی بر میزان قند خون ندارد. مطالعه سال ۲۰۰۵ که به انجمن دیابت آمریکا ارائه شد، نشان می‌دهد که مصرف متوسط ممکن است خطر ابتلا به دیابت نوع ۲ را کاهش دهد.: 341–2 

## پیش‌زمینه‌های تاریخی

اثرات شراب بر سلامتی

بقراط، پزشک یونانی، شراب را بخشی از یک رژیم غذایی سالم می‌دانست و استفاده از آن را به عنوان ضدعفونی‌کننده زخم‌ها و همچنین به جهت ترکیب با سایر داروهای مصرفی بیمار توصیه می‌کرد. وی همچنین، شراب را به عنوان درمانی برای بیماری‌های مختلفی همچون اسهال، بی‌حالی و درد هنگام زایمان تجویز می‌کرد.: 433  جالینوس نیز هنگام درمان گلادیاتورها از شراب به عنوان ضدعفونی‌کننده انواع زخم‌ها استفاده می‌نمود. ۴ سال حضور جالینوس به عنوان پزشک در میان گلادیاتورها تنها ۵ مرگ را در پی داشت در حالی که ۶۰ مورد مرگ، تا پیش از آغاز کار وی ثبت شده بود.

## نگارخانه

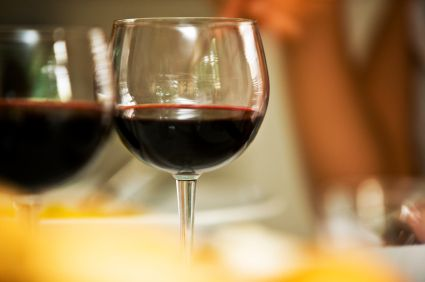
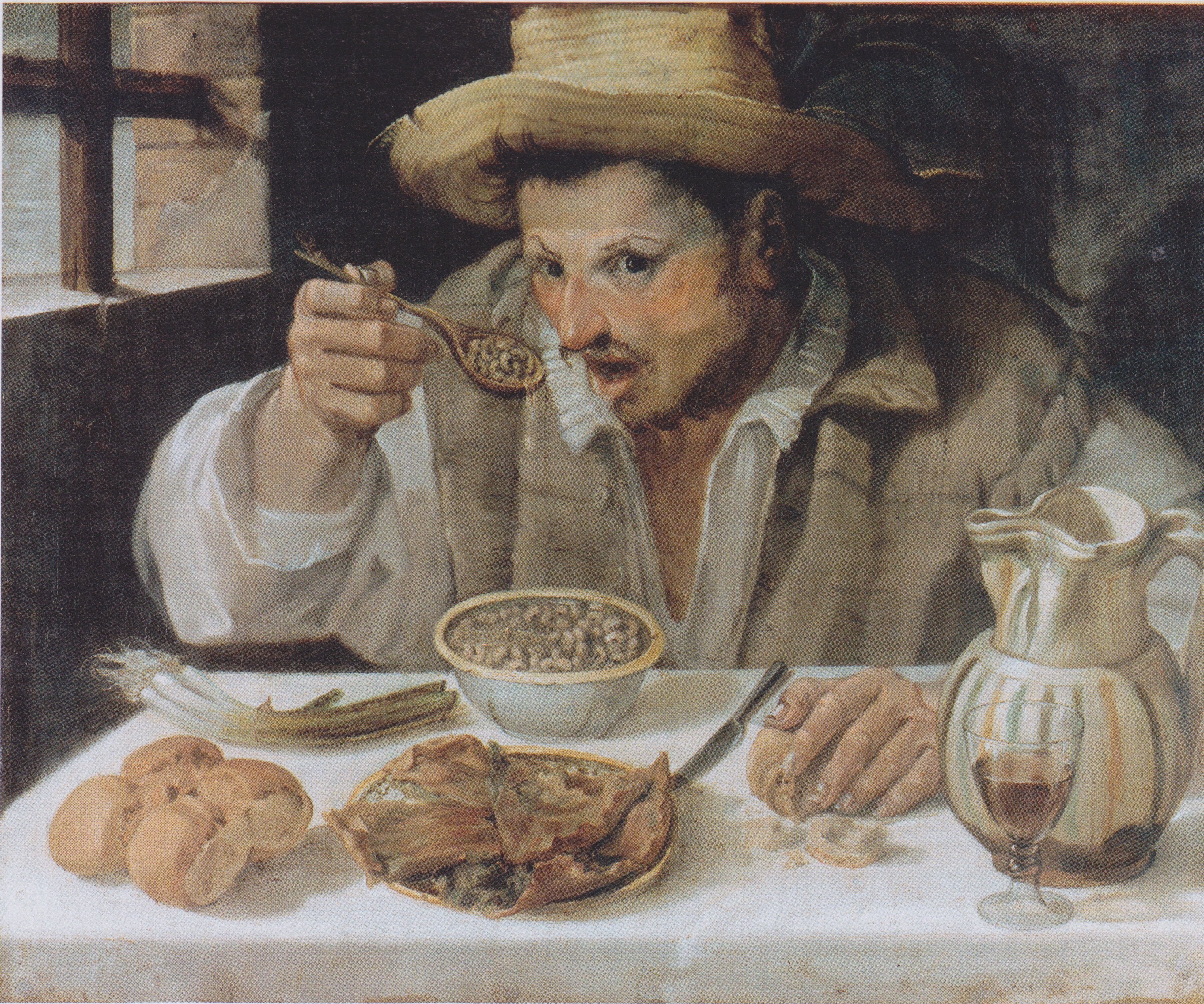
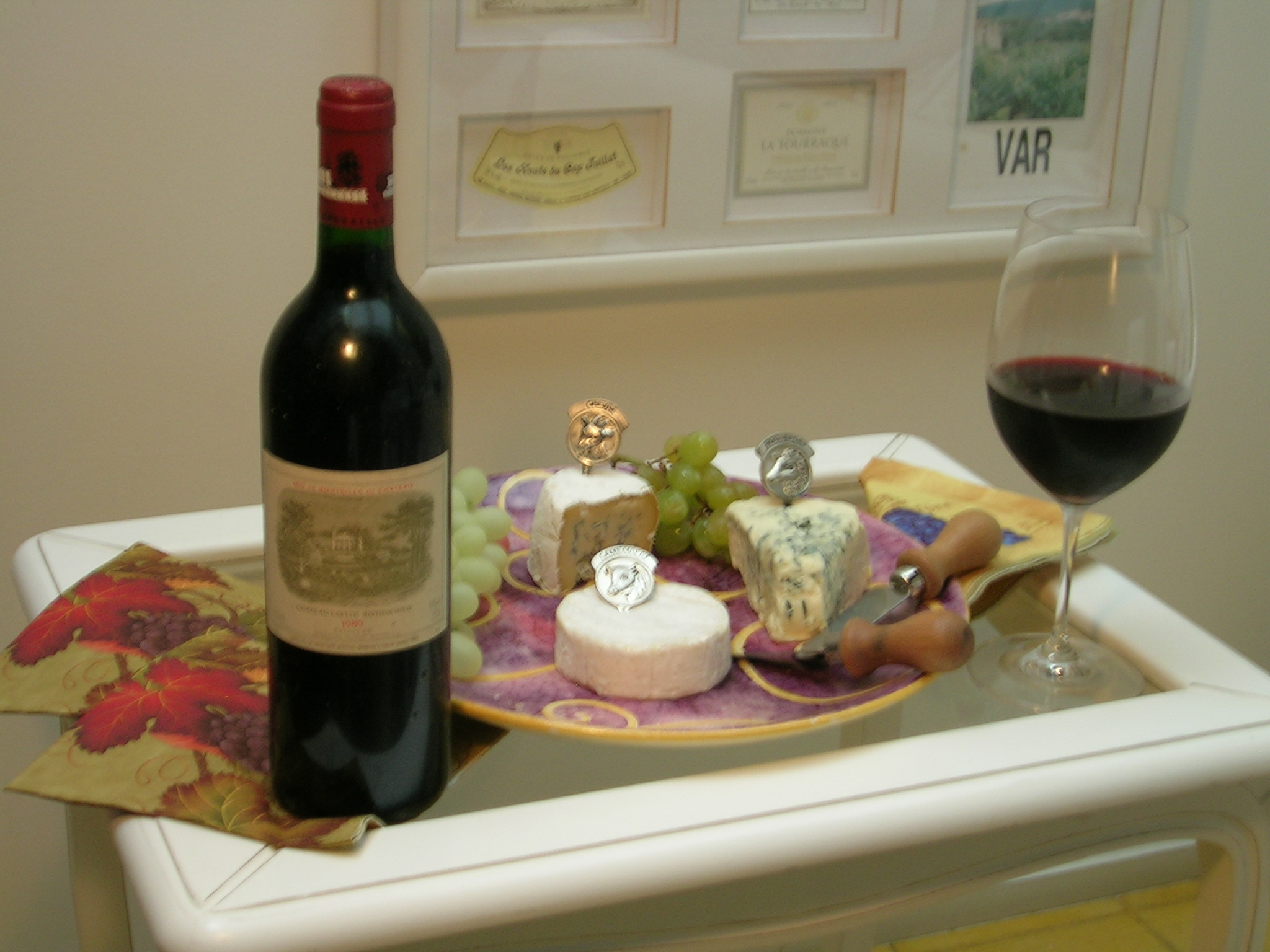